# Liste auf Aruba vorhandener Dampflokomotiven
Dies ist eine Liste erhaltener Dampflokomotiven auf dem Gebiet von Aruba.

## Lokomotiven mit 30″
| Foto | Nummer oder Name      | Bauart / Achsfolge | Hersteller | Fabrik-nr. | Baujahr | Historie | Eigentümer / Betreiber / Strecke | Bemerkungen |
| ---- | --------------------- | ------------------ | ---------- | ---------- | ------- | -------- | -------------------------------- | ----------- |
|      | Aruba Phosphate No. ? | B                  | ?          |            | 1880    |          | Cerroe Culebra mine pit          | [ 1 ]       |
|      | Aruba Phosphate No. ? | B                  | ?          |            | 1881    |          | Cerroe Culebra mine pit          | [ 2 ]       |